# Gouroungo
Ne doit pas être confondu avec Gourongo ou Gourougou.
Gouroungo est une localité située dans le département de Séguénéga de la province du Yatenga dans la région Nord au Burkina Faso.

## Géographie
Situé sur la rive droite du Nakembé (et donc soumis aux crues générées par la montée des eaux du barrage de Guitti coupant le village du reste du département à la saison des pluies) Gouroungo se trouve à 12 km au sud-ouest du centre de Séguénéga, le chef-lieu du département, à 4 km au sud-ouest de Goubré et à environ 45 km au sud-est de Ouahigouya.ainsi il est situé entre le village de wonko au nord au sud par le village de guitti B au sud ouest par koudouma a l'est le nakambe et a l'ouest par omsom et tanlili. notons que wonko koudouma et guitti sont de la commune de seguenega et omsom et tanlili de la commune de Oula

## Histoire
basée sur l'agriculture et l'élevage

## Santé et éducation
Le centre de soins le plus proche de Gouroungo est le centre de santé et de promotion sociale (CSPS) de Goubré tandis que le centre médical avec antenne chirurgicale (CMA) de la province se trouve à Séguénéga.
Le village possède une école primaire publique.